# Atlético Huila Femenino
El Atlético Huila Femenino es un club de fútbol femenino de Colombia, vinculado al Atlético Huila de la ciudad de Neiva en el departamento de Huila, Colombia. Fue fundado en 2016. Participa en la Liga Profesional Femenina organizada por la Dimayor la máxima competición de fútbol femenino en Colombia. El equipo logró el título de la Copa Libertadores Femenina en el año 2018.   
Ha obtenido un campeonato y un subcampeonato en la Liga Profesional Femenina y además en la edición 2018 de la Copa Libertadores Femenina obtuvo el primer puesto, siendo el primer equipo femenino de Colombia en ser campeón del certamen internacional.
Aunque Atlético Huila sigue compitiendo a nivel profesional, este plantel femenino no compite del campeonato profesional tras su participación en 2022.

## Historia
En el 2016 se crea el Club Deportivo Atlético Huila Femenino.
La División Mayor del Fútbol Colombiano (Dimayor), anunció a principios del 2016, que habría una liga de fútbol profesional femenina en Colombia. Sin embargo, no fue hasta el 20 de octubre del mismo año que se produjo el lanzamiento oficial del campeonato en Cartagena de Indias.
El equipo fue presentado oficialmente en el mes de octubre de 2016 en la ciudad de Neiva. El club accedió a la disputa del torneo profesional colombiano haciendo uso de su derecho a participar merced a contar con reconocimiento deportivo de Coldeportes y la Dimayor. El objetivo es ser el primer campeón, el equipo crea sus bases a partir de un mini campeonato en los departamentos Huila.
A mediados del año, la jugadora Carolina Pineda fue convocadas por la Selección Colombia y jugaron en los Juegos Olímpicos de Río de Janeiro 2016.

## Profesionalismo

### Temporada 2017
En el año 2017 se forma el primer equipo profesional para participar en la Liga Profesional Femenina, con Carlos Eduardo Villarreal Caballero como técnico.
En esa temporada Atlético Huila fue Subcampeón; Entre otras jugadores, se destacó Karla Torres, quien fue la goleadora del equipo con 8 tantos. Igualmente, Jennifer Peñaloza marcó 7 goles y Carolina Pineda y Gaby Santos con tres.
Atlético Huila Femenino estará conformado en su mayoría por jugadoras del Departamento del Huila, las cuales son las encargadas de representar y desempeñar un papel protagónico en dicho certamen. Atlético Huila Femenino se vincula al proyecto de fomentar el fútbol femenino en el país, tanto a nivel continental como también a nivel mundial.
En el primer campeonato de la Liga Profesional Femenina de Fútbol de Colombia, Atlético Huila obtuvo su participación en el Grupo B del certamen junto con otros cinco equipos participantes donde por proximidad geográfica enfrentará a dos equipos de Bogotá (Santa Fe y La Equidad), dos de Cundinamarca (Fortaleza) y (Cúcuta Deportivo) y uno de Boyacá (Patriotas).
Su debut en la liga profesional fue el 18 de febrero de 2017 en estadio La Independencia. Su rival fue Patriotas, quien empató gracias a un gol Jennifer Peñaloza.
En la primera ronda del torneo Atlético Huila logró uno buenos resultados. A lo largo de la ronda de grupos Atlético Huila logrando (5) Partido Ganado (2) Empate (3) Derrota, ganando varios partidos con marcadores abultados y recibiendo muy pocos goles en contra. Esta campaña permitió al equipo clasificarse a segunda ronda como 2.º mejor tercero.

#### El Primer subcampeón de Colombia (2017)
A principios del año 2017, el equipo opita contrató algunas jugadoras experimentadas para reforzar al equipo de cara al campeonato. Se contrataron a la arquera costarricense Daniela Solera a las venezolanas Alexandra Canaguacán, Jaylis Oliveros, Jaylis Oliveros, Andrea Pérez y Karla Torres a la defensora puertorriqueña Delyaliz Rosario y a las argentina Vanessa Santana y Mercedes Pereyra y a la colombiana Carolina Pineda
El debut de Atlético Huila Femenino en la Liga Profesional Femenina fue el 18 de febrero del mismo año en un partido contra Patriotas en el La Independencia, que terminó empatado 1-1 con gol de Jennifer Peñaloza.
En la fase de grupos, el equipo de las opitas ganó cinco partidos, empató dos partidos y perdió tres partidos, terminando primero con un puntaje de 17 puntos, y se destacaron Jennifer Peñaloza, Karla Torres, Carolina Pineda. Sin embargo, el entrenador Carlos Villareal renunció. Entonces, llegó como su reemplazo el huilense Douglas Calderón.
En los cuartos de final, se enfrentó al Envigado F. C., al que derrotó 2-1 en la ciudad de Neiva con goles de Jennifer Peñaloza, y con el que perdió 1-2 en Estadio Polideportivo Sur de Medellín con gol de Karla Torres; pese a esta derrota; Atlético Huila definiera la clasificación a la siguiente fase de los doce paso, Atlético Huila ganaría en los puntos penal 3x2 así pasaría a la siguiente fase quien fue la gran figura la arquera Daniela Solera.
En las semifinales, derrotó al Cortuluá 2-0 con goles de Jaylis Oliveros y Mercedes Pereyra en condición de local y con el que perdió 2-0 en Estadio Francisco Rivera Escobar de Valle; pese a esta derrota; Atlético Huila definiera la clasificación a la gran final de los doce paso, Atlético Huila ganaría en los puntos penal 3x1 y de esta manera lograron avanzar a la final quien fue la gran figura la arquera Daniela Solera.
La final del campeonato, se disputó contra el Santa Fe, que llegaba tras derrotar al América de Cali en cuartos de final, y al Atlético Bucaramanga en semifinales. El partido de ida de la final, se disputó el lunes 19 de junio en horas de la tarde en el Estadio Guillermo Plazas Alcid de la ciudad de Neiva. El partido empezó con un Huila que llegó al arco cardenal, y que al minuto 29 anotó el primer gol del compromiso, que llegó por medio de la venezolana Karla Torres, luego de un rebote de un tiro de esquina. Sin embargo pasó poco para que el equipo bogotano empatara, ya que al minuto 36, tras una gran jugada de Liana Salazar y de Oriana Altuve, el balón llegó a Leicy Santos, que no tuvo problemas para marcar el gol del empate. Con el resultado empatado fueron al descanso, y en la segunda mitad hubo buen fútbol por parte de ambos equipos, que llegaron varias veces al arco rival. Ya al final del partido, cuándo parecía que todo iba a quedar en tablas, la goleadora venezolana Oriana Altuve ganó un centro de su compañera Chinyelu Asher, y tras una bonita bajada de pecho, anotó el segundo gol para el equipo cardenal, poniendo así el marcador 1-2 a favor de las visitantes; que se llevaron una gran victoria de Neiva.
El día sábado 24 de junio, se disputó la final en el Estadio Nemesio Camacho El Campín de la ciudad de Bogotá, que estaba totalmente lleno, con una asistencia de 33.327 personas, un récord para un partido de fútbol femenino en el mundo.  Con la ventaja de haber ganado en el partido de ida, el equipo cardenal lo tenía todo para ser campeón; aprovechó la localía, ganó 1-0 con gol de Leicy Santos al minuto 71 de juego, que tras un despeje fallido de la defensa venezolana del Huila Alexandra Canaguacán, aprovechó y mandó un zurdazo al arco rival, y consiguió coronarse como el primer campeón de la Liga Profesional Femenina así como cuándo el equipo masculino se coronó como el primer campeón del Fútbol Profesional Colombiano en el año 1948.

### Temporada 2018
Una nueva temporada comienza para las opitas y como todo nuevo año ingresan nuevas incorporaciones. Esta vez el cuerpo técnico del profesor Virgilio Puerto trae como refuerzos a las jugadoras de talla nacional e internacional: Yoreli Rincón, Íngrid Vidal, Carmen Rodallega, Jorelyn Carabalí, Nelly Córdoba, Darnelly Quintero y las argentinas Aldana Cometti y Fabiana Vallejos. 
Según el sorteo de la Dimayor, Atlético Huila Femenino disputaría la fase de grupos con: Real Santander, Atlético Bucaramanga, Deportes Tolima, Cúcuta Deportivo y Alianza Petrolera. El fixture indicó que el primer partido de 'las opitas' era frente al Tolima, pero por cuestiones de logística el encuentro se aplazó. De esta forma el equipo debuta el 17 de febrero de 2018 frente a Alianza Petrolera en el Daniel Villa Zapata. 
El partido terminó 0-3, siendo la primera victoria en el campeonato de las opitas de visitantes. 
Para la tercera jornada, el combinado auriverde se enfrentó a Cúcuta Deportivo en el General Santander, las 'Opitas' lograron su segundo triunfo del campeonato tras una victoria 0-4 con goles de Yoreli Rincón, Nancy Madrid, Nelly Córdoba y Karen Páez.

#### La racha de Victorias consecutivas
En la quinta fecha Atlético Huila Femenino enfrentó a Atlético Bucaramanga en el Cancha Marte, en un encuentro con un alto rendimiento de las jugadoras auriverdes. El marcador terminó a favor del equipo de huilense tras un tanto de Yoreli Rincón. 
Posteriormente, el equipo posee en su fixture dos partidos de local en el Guillermo Plazas Alcid para seguí con la racha de victoria para suma en la tabla del Grupo A, nuevamente la gana de juego ofensivo y el altísimo nivel de las jugadoras generan dos victorias más por un marcador amplio a sus rivales. 
En primer lugar, las dirigidas por Virgilio Puerto recibían al Deportes Tolima por la fecha 6 en el clásico  de Tolima Grande de la Liga Femenina. Tras las anotaciones de Yoreli Rincón y Jorelin Carabali otorgándole los tres puntos al conjunto 'opita´. A continuación en la fecha 7,frente a Alianza Petrolera, Las 'Opitas' Gana tras dos goles de media distancia de las jugadoras Karla Torres y Danerlly Quintero. En la fecha 8, frente a "Cúcuta Deportivo", Las 'Opitas' Gana tras tres goles doblete de la jugadora Íngrid Vidal y un gol de Karla Torres y en la fecha 9, frente a Real Santader, Las 'Opitas' Gana tras cuatro goles con doblete de la jugadora Karla Torres y goles de Danielas Caracas y Karen Páez. 
Por la fecha 1 aplazada se determinaría la única derrota por las fases de grupos para las opitas en el Guillermo Plazas Alcid por la mínima diferencia de 1-0 frente a Deportes Tolima.
En los cuartos de final, se enfrentó al Unión Magdalena, al que derrotó 4-0 en la ciudad de Santa Marta con goles de Karla Torres, Yoreli Rincón, Nelly Córdoba y Yalys Oliveros en el partido de vuelta huila derrota 2-0 en Estadio Guillermo Plazas Alcid de Neiva con gol de Karla Torres y un gol en contra; Atlético Huila pasaría a la siguiente fase quien fue la gran figura la arquera Daniela Solera.
En las semifinales, derrotó al América de Cali con un global  5-1 con goles de X2 Karla Torres,  X2 Yoreli Rincón y Nelly Córdoba por la escarlata anotó Usme, Atlético Huila y de esta manera lograron avanzar a la final quien fue la gran figura, la arquera Daniela Solera.
La final del campeonato, se disputó contra Atlético Nacional, que llegaba tras derrotar al Deportes Tolima en cuartos de final, y al vigente campeón Santa Fe en semifinales. El partido de ida de la final, se disputó el miércoles 23 de mayo en horas de la noche en el Estadio Polideportivo Sur de la ciudad de Medellín. El partido empezó con un Huila que llegó al arco paisa, Con el resultado empatado (0-0) fueron al descanso pero al minuto 64 anotó el primer gol y único del compromiso, que llegó por medio de Andrade, poniendo así el marcador 1-0 a favor de las locales, que se llevaron una gran victoria.
El día jueves 31 de mayo, se disputó la final en el Estadio Guillermo Plazas Alcid de la ciudad de Neiva, que estaba totalmente lleno, con una asistencia de 12.739 personas, Con la ventaja de haber ganado en el partido de ida el equipo paisa lo tenía todo para ser campeón; pero al minuto 11 la experimentada Vidal abrió el marcado para equipo local después el equipo paisa empataría el compromiso con gol de Andrade pero nuevamente en minuto 75 el  equipo huilense se ponía adelante en el marcado con gol de la argentina Vallejos la huilense aprovechó la localía, ganó 2-1, pese a esta victoria; Atlético Huila definiera el campeonato desde los doce pasos, Atlético Huila ganaría en los puntos penal 3x0 así se coronaría como la segunda campeona de la Liga Profesional Femenina la gran figura fue la arquera Daniela Solera.

### Temporada 2019
En el tercer campeonato de la Liga Femenina en Colombia Liga Femenina Águila Atlético Huila para las opitas y como todo nuevo año ingresan nuevas incorporaciones. Esta vez el cuerpo técnico del profesor Albeiro Erazo trae como refuerzos a las jugadoras de talla nacional e internacional:Cinthia Zarabia, Lisbeth Castro, Delyaliz Rosario, Yulieth Domínguez, Manuela González, Ivonne Chacón, Laura Rentería, Lizeth Ocampo, Carolina Arias y Marcela Restrepo. 
Según el sorteo de la Dimayor, Atlético Huila Femenino disputó la fase de grupos con: Deportivo Pasto, Orsomarso y Deportes Tolima.

El fixture indicó que el primer partido de 'las opitas' fue contra Deportivo Pasto en el Guillermo Plazas Alcid, el partido terminó 1-1 siendo el primer empate para ambos conjuntos.
En el segundo encuentro Atlético Huila se enfrentó al Deportes Tolima en el Manuel Murillo Toro logrando su primera victoria ganando por un marcador de 2-1.
Para el tercer partido, las 'Opitas' se enfrentó  al club Orsomarso en el estadio Francisco Rivera Escobar las 'Opitas' lograron ganar nuevamente el encuentro con un contundente 3-0, gracias. Tras este resultado Atlético Huila lograba asumir el liderato del Grupo E con 7 puntos.
En el estadio Francisco Rivera Escobar el club de las 'opitas' lograría un punto valioso tras lograr un empate con marcador de 1-1 frente al Orsomarso, tras una destacada actuación de la portera Lisbeth Castro.
Tras el valioso empate en la fecha anterior, Atlético Huila necesitaba de un triunfo para seguir de Líder de Grupo E en casa frente al Deportes Tolima para lograr sus clasificación anticipada a las fases finales. Las opitas lograron la victoria 4-0 así lograron las clasificación anticipada a las fases finales.
Para la última fecha, Atlético Huila jugaba de visitante en el estadio Departamental Libertad consiguieron un empate valioso, estableciendo su participación en las fases finales.
En los cuartos de final, se enfrentó al Junior, al que derrotó 3-1 en la ciudad de Barranquilla con goles de Cinthia Zarabia en dos ocasiones e Ivonne Chacón. En el partido de vuelta Atlético Huila derrota 2-0 en Estadio Guillermo Plazas Alcid de Neiva con goles de Ivonne Chacón y Manuela González; Atlético Huila clasificó a la siguiente fase.
En las semifinales, Atlético Huila cae derrotado en mano de Independiente Medellín con un global 5-1. En el partido de ida Atlético Huila derrotó a Independiente Medellín 1-0 con gol de Marcela Restrepo. En el partido de vuelta Atlético Huila cae derrotado con un marcado de 5-0 en Estadio Polideportivo Sur de Medellín con goles de Vanegas en dos ocasiones, Aguirre, Cuesta y Pérez; Atlético Huila se quedaría en las semifinales mientras Independiente Medellín pasaría a la gran final.

## Regreso al profesionalismo
El 10 de enero de 2022, se confirmó el regreso del club al profesionalismo para disputar una sola temporada.

## Copa Libertadores Femenina

### Copa Libertadores Femenina 2018
Su primer gran hito histórico fue representar al fútbol colombiano en la Copa Libertadores Femenina 2018 tras ser Campeón de la Liga Águila Femenina 2018 logra clasificar a la Copa Libertadores Femenina. 
La Copa Libertadores Femenina 2018 es la décima edición de la Copa Libertadores Femenina, el mayor campeonato de clubes femeninos en Sudamérica organizado por la Conmebol. El campeón fue el Atlético Huila de Colombia, que logró su primer título en este torneo. Atlético Huila obtuvo su participación en el Grupo A del certamen junto con otros tres equipos participantes se enfrentó a los equipos de Audax (Brasil), Peñarol (Uruguay), y Unión Española (Ecuador).
Su debut en la Copa Libertadores Femenina fue el 19 de noviembre de 2018 en el Estadio Ismael Benigno. Su rival fue Peñarol (Uruguay), quien ganó 3 - 0 gracias a los goles de Aldana Cometti, Eliana Stabile y Fabiana Vallejos.
En la primera ronda del torneo Atlético Huila logró uno buenos resultados. A lo largo de la ronda de grupos Atlético Huila logrando (2) Partido Ganado (0) Empate (1 Derrota, ganando dos partidos con marcadores abultados y recibiendo muy pocos goles en contra. Esta campaña permitió al equipo clasificarse a segunda ronda como primero del grupo A.
En las semifinales, se enfrentó a Iranduba (Brasil) quedado como resultado 1-1 con gol de Lucía Martelli; pese a este empate, Atlético Huila definiera la clasificación a la gran final de los doce paso, Atlético Huila ganaría en los puntos penal 3x1 y de esta manera lograron avanzar a la final quien fue la gran figura la arquera Daniela Solera.
La final de la Copa Libertadores Femenina 2018, se disputó contra Santos (Brasil), que llegaba tras derrotar al Colo-Colo  (Chile) en semifinales. El partido de la final, se disputó el domingo 2 de diciembre en horas de la noche en el Arena da Amazônia de Brasil. El partido empezó con un Santos que llegó al arco opita, y que al minuto 2 anotó el único gol del Santos. Sin embargo pasó poco para que el equipo opita empatara, ya que al minuto 47, tras una gran jugada de Liana Salazar y de Karla Torres, el balón llegó a Gavy Santos, que no tuvo problemas para marcar el gol del empate. Con el resultado empatado Atlético Huila definiera la Copa Libertadores Femenina desde los doce paso, Atlético Huila ganaría en los puntos penal 5x3 así se coronaría como el primer equipo colombiano en ganar la Copa Libertadores Femenina la gran figura fue la arquera Daniela Solera.

### Copa Libertadores Femenina 2019
Atlético Huila logra participar por segunda vez consecutiva en la Copa Libertadores Femenina tras ser campeón de la edición anterior de la Copa Libertadores Femenina 2018. 
La Copa Libertadores Femenina 2019 es la undécima edición de la Copa Libertadores Femenina, el mayor campeonato de clubes femeninos en Sudamérica organizado por la Conmebol. El campeón fue el Corinthians de Brasil, que logró su primer título en este torneo. Atlético Huila obtuvo su participación en el Grupo A del certamen junto con otros tres equipos participantes se enfrentó a los equipos de Colo-Colo  (Chile), Peñarol (Uruguay), y Cerro Porteño (Paraguay).
Su debut en la Copa Libertadores Femenina fue el 11 de octubre de 2019 en el Estadio Olímpico Atahualpa. Su rival fue Peñarol (Uruguay), quien ganó 2 - 1 gracias a los goles de Jésicca Peña y Ivonne Chacón.
En la primera ronda del torneo Atlético Huila logró su mejor participación en fases de grupo ganado todos los partidos, logrando (3) partido ganado (0) empate (0) derrota, con marcadores abultados y recibiendo tan solo dos goles en contra. Esta campaña permitió al equipo clasificarse a cuarto de final como primero del grupo A.
En cuartos de final Atlético Huila cae derrotado en mano de Ferroviária (Brasil) quedado como resultado 2-3. Atlético Huila se quedaría en los cuartos de final mientras Ferroviária pasaría a la semifinal.

## Homenaje
La capital de Huila disfrutará de la presencia de equipos de la Liga Profesional Femenina de Fútbol de Colombia como Atlético Nacional, Independiente Medellín y Junior del 4 al 7 de noviembre.
Luego de su participación en la Copa Libertadores Femenina, el Atlético Huila retornó a Neiva el pasado miércoles 23 de octubre. Las auriverdes llegaron hasta cuartos de final por la defensa del título continental obtenido en el 2018. Ahora tendrán la oportunidad de una nueva victoria con el octagonal que se disputará en la capital huilense.
La llegada de las delegaciones está programada para el 4 de noviembre. La inauguración del homenaje será el 5 del mismo mes, sin embargo el horario y lugar está por confirmarse, al igual que el acto de clausura del evento.
Los escenarios deportivos destinados para el evento son el Club Campestre y Comfamiliar Los Lagos. Además, está por confirmar su presencia la Dra. Carolina Bretón Directora de Fomento y Desarrollo del Ministerio del Deporte.
“La idea nació luego de una visita en la ciudad de Neiva y como homenaje al título de Copa Libertadores decidimos impulsar el octagonal, hace unos seis meses iniciamos el proceso, estábamos esperando que pasaran campañas electorales y se hizo realidad que me tiene muy contento, muy inspirado porque me he dado cuenta que el fútbol femenino es una realidad y está para quedarse en Colombia y que tenemos que seguir apoyándolo” expresó el ministro.
A continuación los equipos participantes del “Homenaje al Club Deportivo Atlético Huila – octagonal fútbol femenino”
Atlético Huila, Atlético Nacional, Independiente Medellín, Junior, Selección Huila, Selección Bogotá, Club Atlas y la Universidad Sergio Arboleda
El anfitrión se quedó con el octagonal
Atlético Huila Femenino cierra así la temporada 2019 con triunfo en el octagonal organizado por el Ministerio del Deporte, las ‘auriverdes’ vencieron 4-2 a Atlético Nacional dirigido por el entrenador Diego Bedoya. Los goles del Huila fueron de Fanny Gauto en dos oportunidades, Kena Romero y Nelly Córdoba. En el tercer lugar en el podio terminó la Selección Huila Femenina quien venció 5-2 al Club Atlas.
En el cierre del Octagonal de Fútbol Femenino “Homenaje al Club Deportivo Atlético Huila Femenino”, estuvo presente Ernesto Lucena, Ministro del Deporte, quien le brindó un reconocimiento especial al equipo campeón de la Copa Libertadores.

## Símbolos

### Escudo

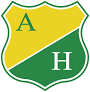
2017

El primer escudo del Atlético Huila tiene los colores del departamento del Huila amarillo, verde y blanco dentro de dicho llevaba las letras A y H.
Al pasar los años este escudo fue cambiando hasta llegar al que ahora conocemos.

### Uniforme

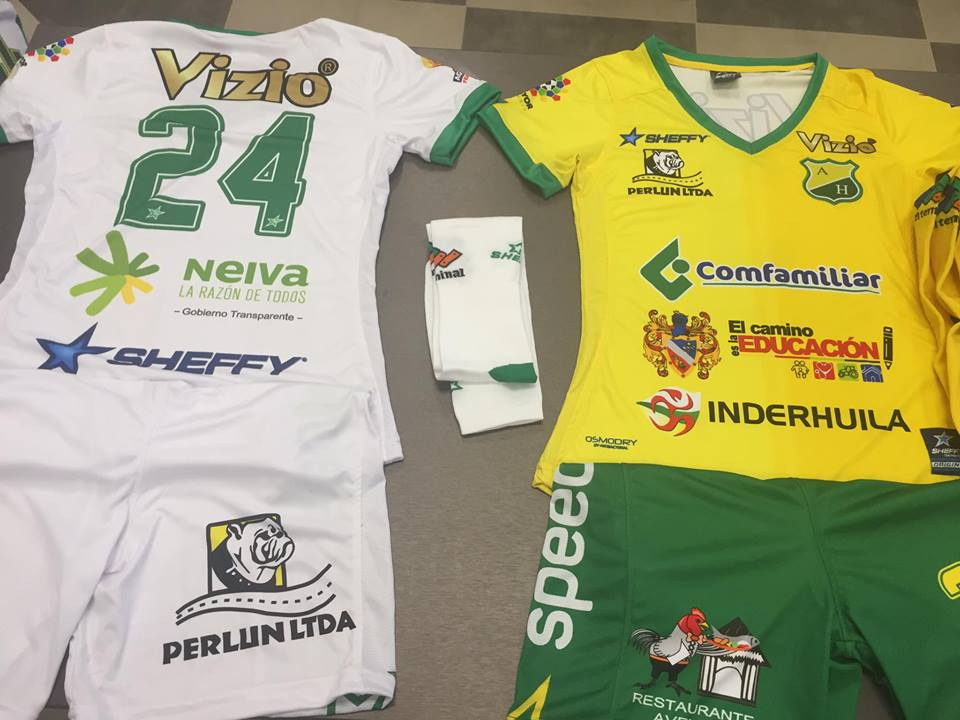
Primer uniforme de Atlético Huila Femenino.

El primer uniforme del Atlético Huila Femenino está compuesto por una camiseta color amarillo. Los bordes de las mangas y el cuello son verdes. El pantalón es verde y las medias de color amarillo. Sheffy es el patrocinador del Atlético Huila a partir de 2017.
El segundo uniforme, está formado por una camiseta de color blanco. En esta ocasión los bordes de las mangas y el cuello son verdes. El pantalón es blanco y las medias del mismo color. A continuación se detallan los nombres de las firmas proveedoras de indumentaria desde 2016.

### Bandera

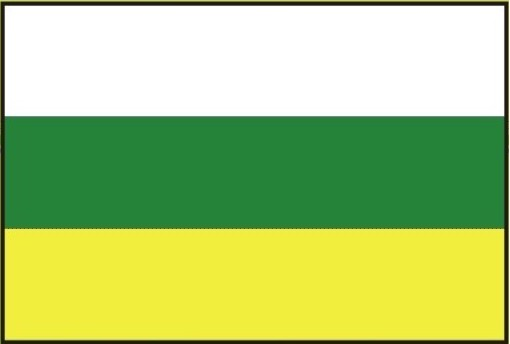
Bandera de Atlético Huila.

La bandera de Atlético Huila está conformada los colores Blanco, Verde y Amarillo. Tiene tres franjas horizontales, del mismo ancho, la Bandera tiene los colores del Departamento de Huila. El blanco, en la parte superior, simboliza las cumbres nevadas del departamento y la honradez de sus moradores, el verde, que ocupa la parte media, representa la exuberancia de la tierra huilense y la esperanza de un mejor porvenir y el amarillo, en la parte inferior, simboliza el despertar de las espigas de los cultivos, fruto del esfuerzo y el trabajo de sus pobladores.

### Mascota

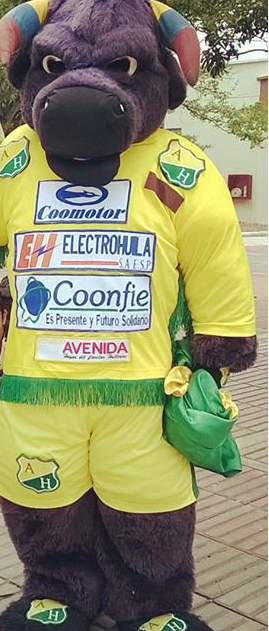
Mascota oficial del Atlético Huila.

La mascota de Atlético Huila es un toro barcino.
Oscar Javier Polanía es un habitante de la capital del Huila, quien ha dedicado parte de su vida a seguir al equipo de fútbol profesional Atlético Huila, él manifiesta que este amor y la pasión lo ha convertido en la mascota oficial del conjunto opita.
El barcino, como es conocido esta mascota representativa del Atlético Huila, ha recorrido todos los estadios del país apoyando al equipo huilense muchas veces con recursos propios.
“Un día vi que muchos equipos de fútbol tenían su mascota, por eso decidí crear la mascota del Huila y diseñé mi disfraz y comencé a seguir al equipo, después de que tomo fuerza y amor por la hinchada busque patrocinio y eso me ha permitido viajar y alentar mi equipo”, confirmó.
El manifiesta que esta actividad le ha traído grandes experiencias donde todas son enriquecedoras a pesar de las dificultades y tropiezos que se presentan en diferentes plazas del territorio colombiano.
Oscar confirmó que seguirá a su equipo hasta que sus fuerza se lo permitan donde lo apoyará y estará con ellos por mucho tiempo más.

## Proveedor y patrocinadores
| Patrocinios y proveedores | Patrocinios y proveedores | Patrocinios y proveedores | Patrocinios y proveedores                                                                |
| ------------------------- | ------------------------- | ------------------------- | ---------------------------------------------------------------------------------------- |
| Periodo                   | Proveedor                 | Patrocinador principal    | Otros patrocinadores                                                                     |
| 2017                      | Sheffy                    | Comfamiliar del Huila     | Perlun Ltda                                                                              |
| 2018                      | Attle                     | Comfamiliar del Huila     | Perlun Ltda SpeedWi                                                                      |
| 2019                      | Attle                     | Comfamiliar del Huila     | Perlun Ltda SpeedWi Peróxido                                                             |
| 2022                      | VICBAY                    | ElectroHuila              | Coomotor Betplay Comfamiliar del Huila ProHuila S.A.S Spinning Center GYM                |
| 2023                      | VICBAY                    | Betplay                   | Comfamiliar del Huila ElectroHuila Leche Trébol Huila Crece Coomotor Spinning Center GYM |

## Estadio
Neiva, cuenta con un estadio con capacidad para 27 000 espectadores, fue inaugurado en 1980 y lleva el nombre de Guillermo Plazas Alcid. Se encuentra ubicado en el Sector de la Libertad. Es propiedad de la alcaldía de Neiva.
El estadio Guillermo Plazas Alcid tuvo un comienzo 'artesanal' que arrancó desde finales de la década de los cincuenta, cuando un grupo de jóvenes decidieron limpiar un terreno minado de piedras ubicado en ese entonces en cercanías al barrio Mano Fuerte, para darle la forma de cancha de fútbol. El proyecto que duró cerca de una semana, terminó llamándose: “El Desnucadero”. Sin embargo, fue hasta el año de 1964 gracias a la famosa marcha del ladrillo, liderada por el alcalde electo de la época Guillermo Plazas Alcid, y en la que participaron estudiantes de colegio y ciudadanos del común, que la idea de tener un estadio de fútbol fue tomando forma. La construcción definitiva se consolidó gracias a la donación un terreno en el barrio La Libertad, por parte de la Alcaldía Municipal por la designación de Neiva como sede de los Juegos Deportivos Nacionales de 1980. La edificación que en el marco inaugural de dicho evento, fue bautizada con el nombre del mandatario que impulsó la iniciativa, es hoy por hoy, y pese a las duras críticas que le llueven por no poseer las mejores adecuaciones, la casa de uno de los ocho mejores equipos de Colombia: El Atlético Huila. Su primera y única adecuación estructural la tuvo entre los años de 1992 y 1995, y fue la creación de la tribuna oriental construida en el mandato del gobernador Luis Enrique Ortiz.

### Ampliación
En junio de 2012, el secretario de Coldeportes Hebert Artunduaga, realizó una inspección en el estadio Guillermo Plazas Alcid y afirmó una inversión esta aproximada de 25 000 millones de pesos colombianos para ampliar y remodelar el estadio con estándares FIFA para competiciones internacionales.
La alcaldía de Neiva confirmó que las obras de remodelación comenzarán en enero de 2015.
La remodelación del Estadio Guillermo Plazas Alcid comenzó el día 22 de enero del 2015.
La remodelación del Estadio Guillermo Plazas Alcid fue suspendida debido al fallecimiento de dos trabajadores a causa del desplome de una de las estructuras.  Actualmente el Equipo de la Capital Bambuquera de América, no puede jugar en este escenario deportivo, lo cual lo obligó a buscar sede en otra ciudad para participar en los Torneos Locales del 2018.
Se ha mencionado sin confirmarse por ahora, que en el año 2020 se retomarán las obras con la nueva administración de la Alcaldía de Neiva, junto con el apoyo de la Gobernación del Huila y el Ministerio del Deporte, pero es una decisión que solo se sabrá en los próximos meses.

## Instalaciones
- Sede administrativa Campo Marte: Allí se encuentra la sede de la tienda deportiva, propiedad del club, zona tipo coliseo de baloncesto, gimnasio, ya que se encuentra ubicada en el coliseo Álvaro Sánchez Silva.

- Sede Deportiva: El Atlético Huila es uno de los clubes colombianos con una infraestructura deportiva a su servicio cuenta con 3 canchas de entrenamiento, gimnasio, camerinos, departamento médico, salón de reuniones y barbecue. Ubicada en el km 13 vía Rivera, vereda Río Frío.

## Rivalidades

### Clásico del Tolima grande
El Atlético Huila mantiene una fuerte rivalidad con el Deportes Tolima por la historia de los dos conjuntos es denominado el Clásico del Tolima Grande.
El Clásico del Tolima Grande se ha jugado 6 veces en el Fútbol Profesional Colombiano (desde Liga Femenina 2018 hasta hoy).

## Participación internacional
| Copa Internacional | Edición | Fase             |
| ------------------ | ------- | ---------------- |
| Copa Libertadores  | 2018    | Campeón          |
| Copa Libertadores  | 2019    | Cuartos de final |
|                    |         |                  |

## Partidos internacionales

### Partidos por Copa Libertadores

#### Fase de grupo
| 19 de noviembre de 2018, 20:30 | Atlético Huila                                                | 3:0 (1:0) | Peñarol | Estadio Ismael Benigno, Manaus |                          |
|                                | Aldana Cometti 5' · Eliana Stabile 71' · Fabiana Vallejos 86' | Reporte   |         | Árbitra: Yercinia Correa       | Árbitra: Yercinia Correa |

| 22 de noviembre de 2018, 18:00 | Audax     | 1:0 (1:0) | Atlético Huila | Arena da Amazônia, Manaus |                         |
|                                | Camila 2' | Reporte   |                | Árbitra: Zulma Quiñónez   | Árbitra: Zulma Quiñónez |

| 25 de noviembre de 2018, 20:30 | Unión Española       | 1:3 (0:0) | Atlético Huila                                             | Estadio Roberto Simonsen, Manaus |                         |
|                                | Ingrid Rodríguez 61' | Reporte   | Eliana Stabile 53' · Yoreli Rincón 77' · Ysaura Viso 90+2' | Árbitra: Adriana Farfán          | Árbitra: Adriana Farfán |

#### Semifinales
| 29 de noviembre de 2018, 18:00 | Iranduba                                   | 1:1 (1:0) (1:3 p.)         | Atlético Huila                                       | Arena da Amazônia, Manaus |                         |
|                                | Mayara 26'                                 | Reporte                    | Lucía Martelli 82'                                   | Árbitra: Estela Álvarez   | Árbitra: Estela Álvarez |
|                                |                                            | Tiros desde el punto penal |                                                      |                           |                         |
|                                | Andressinha · Camilinha · Monalisa · Kélen |                            | Carmen Rodallega · Eliana Stabile · Fabiana Vallejos |                           |                         |

#### Final
| 2 de diciembre de 2018, 20:30 | Atlético Huila                                                                        | 1:1 (0:1) (5:3 p.)         | Santos                                | Arena da Amazônia, Manaus |                         |
|                               | Gavy Santos 47'                                                                       | Reporte                    | Brena 2'                              | Árbitra: Zulma Quiñónez   | Árbitra: Zulma Quiñónez |
|                               |                                                                                       | Tiros desde el punto penal |                                       |                           |                         |
|                               | Carmen Rodallega · Eliana Stabile · Fabiana Vallejos · Aldana Cometti · Yoreli Rincón |                            | Maurine · Camila · Juliete · Angelina |                           |                         |

#### Fase de grupo
| 11 de octubre de 2019, 17:00 | Atlético Huila                       | 2:1 (2:1) | Peñarol          | Estadio Olímpico Atahualpa, Quito |                        |
|                              | Jésicca Peña 38' · Ivonne Chacón 40' | Reporte   | Jemina Rolfo 28' | Árbitra: María Cornejo            | Árbitra: María Cornejo |

| 15 de octubre de 2019, 17:00 | Atlético Huila                                | 3:0 (1:0) | Cerro Porteño | Estadio Olímpico Atahualpa, Quito |                         |
|                              | Carolina Arbeláez 45+4' · Kena Romero 49' 61' | Reporte   |               | Árbitra: Adriana Farfán           | Árbitra: Adriana Farfán |

| 18 de octubre de 2019, 17:00 | Colo-Colo            | 1:3 (1:1) | Atlético Huila                            | Estadio Olímpico Atahualpa, Quito |                           |
|                              | Fernanda Hidalgo 20' | Reporte   | Kena Romero 22' 76' · Sindy Constante 51' | Árbitra: Priscila Vásquez         | Árbitra: Priscila Vásquez |

#### Cuartos de final
| 21 de octubre de 2019, 17:00 | Atlético Huila      | 2:3 (1:1) | Ferroviaria                  | Estadio Rodrigo Paz Delgado, Quito |                             |
|                              | Kena Romero 24' 57' |           | Maglia 32' 65' · Nathane 48' | Árbitro(s): Emikar Calderas        | Árbitro(s): Emikar Calderas |

### Amistosos contra clubes europeos

#### Copa Dimayor - La Liga Women
| 04 de Agostoo de 2018 | Atlético Huila | 1:3 (1:3) | Atlético de Madrid         | Metropolitano de Techo, Bogotá, Colombia |                                      |
|                       | Karen Páez 39' |           | Esther González 5' 32' 35' | Árbitro(s): Wilmar Roldán (Colombia)     | Árbitro(s): Wilmar Roldán (Colombia) |

## Datos del club
- Temporadas en Primera División: 4 (2017, 2018, 2019 2022)
- Mejor puesto:
  - En Liga Profesional Femenina : Campeón 2018
- Peor puesto:
  - En Liga Profesional Femenina: 12.º 2022
- Primer partido oficial: Patriota 1 - 1 Huila, el 18 de febrero de 2017.
- Máxima goleadora: Karla Torres con 17 anotaciones
- Goles picos del club:
  -     - Gol 1.º: Jennifer Peñaloza Hoyos, en el empate 1-1 contra Patriotas, 18 de febrero de 2017.
    - Gol 25.º: Jaylis Carolina Oliveros, en la victoria 2-0 contra Cortuluá, 3 de junio de 2017.
    - Gol 50.º: Karla Torres, en la victoria 4-0 contra Unión Magdalena, 10 de mayo de 2018.
    - Gol 100.º: Nancy Madrid, en la derrota 2-1 contra Fortaleza CEIF, 2 de marzo de 2022.
- Mayores goleadas conseguidas:
  - En campeonatos nacionales:
    - 6-1 al Cúcuta Deportivo el 22 de abril de 2017
    - 5-1 al Fortaleza CEIF el 7 de mayo de 2017
    - 4-0 al Cúcuta Deportivo el 24 de febrero de 2018
    - 4-0  al Real Santander el 29 de abril de 2018
    - 0-4  al Unión Magdalena el 10 de mayo de 2018
    - 4-0  al Deportes Tolima el 14 de agosto de 2019
- Mayores goleadas recibidas:
  - En campeonatos nacionales:
    - 6-0 ante Santa Fe el 26 de febrero de 2017
    - 5-0 ante Independiente Medellín el 15 de septiembre de 2019
- Mayores goleadas conseguidas:
  - En campeonatos internacionales:
    - 3-0 al Peñarol el 19 de noviembre de 2018
    - 3-0 al Cerro Porteño el 15 de octubre de 2019
- Mayores goleadas recibidas:
  - En campeonatos internacionales:
    - 2-3 ante Audax] el 22 de noviembre de 2018
    - 1-0 ante Ferroviária el 21 de octubre de 2019
- Jugadora extranjera con más goles anotados en la historia del club:
  - Karla Torres (VEN), 17 gol.
- Mayor cantidad de partidos consecutivos ganados:
  - 10 partidos en 2018 (Fecha 5: 15 de marzo - Semifinal vuelta: 20 de mayo)
  - 4 partidos en 2017 (Fecha 8: 16 de abril - Cuartos de final ida: 20 de mayo)
- Mayor cantidad de puntos conseguidos: 40 pts (25 puntos en fase de grupo y 15 puntos en Ronda Finales) (Liga Femenina 2018)
- Menor cantidad de puntos conseguidos: 21 pts (12 puntos en fase de grupo y 9 puntos en Ronda Finales) Temporada 2019
- Mayor cantidad de victorias: 13 (Liga Femenina 2018)
- Mayor cantidad de derrotas: 7 (Liga Femenina 2017)
- Entrenador con más partidos dirigidos:
  - Albeiro Erazo (19)
  - Virgilio Puerto (16)
- Datos Importantes para Atlético Huila Femenino:
  - Primer penalti convertido: Jennifer Peñaloza  (0-2). La Equidad 0-3 Atlético Huila, 16 de abril de 2017
  - Gol más rápido: Jennifer Peñaloza a los 58 segundos en la victoria 6-1 contra Cúcuta Deportivo el 23 de abril de 2017.
  - Primer triplete convertido: Karla Torres. Atlético Huila 5-1 Fortaleza CEIF, el 7 de mayo de 2017.
- Datos generales:
  - Primer gol olímpico de la Liga Profesional Femenina de Fútbol con anotación de Carolina Pineda.

### Resultados históricos del club
| 2017 | 1.ª               | 16 | 7  | 2  | 7  | 2/18  | 0 | 0 | 0 | 0 | 16 | 7  | 2 | 7  | 47.9% | 27  | 21 | +6  |
| 2018 | 1.ª               | 16 | 13 | 1  | 2  | 1/23  | 5 | 2 | 2 | 1 | 21 | 15 | 3 | 3  | 76.2% | 35  | 10 | +25 |
| 2019 | 1.ª               | 10 | 6  | 3  | 1  | 3/20  | 4 | 3 | 0 | 1 | 14 | 9  | 3 | 2  | 71.4% | 18  | 15 | +3  |
| 2022 | 1.ª               | 16 | 4  | 4  | 8  | 12/17 | 0 | 0 | 0 | 0 | 0  | 0  | 0 | 0  | 00.0% | 20  | 24 | -4  |
| 2023 | 1.ª               | 16 | 5  | 5  | 6  | 13/17 | 0 | 0 | 0 | 0 | 0  | 0  | 0 | 0  | 00.0% | 0   | 0  | 0   |
| Consolidado total | Consolidado total | 74 | 35 | 15 | 24 | 6/29  | 9 | 5 | 2 | 2 | 51 | 31 | 8 | 12 | 66%   | 118 | 70 | +48 |
| P.= Partidos; G. = Ganados; E. = Empatados; D. = Derrotas; Pos. = Posición; G. F. = Goles a favor; G. C. = Goles en contra; G. D. = Diferencia de goles Actualizado hasta el 9 de octubre de 2023. |                   |    |    |    |    |       |   |   |   |   |    |    |   |    |       |     |    |     |

## Jugadoras extranjeras
- En la historia del Atlético Huila han militado 19 extranjeras.

- 10 venezolanas
- 6 argentinas
- 1 costarricense
- 1 Paraguayas
- 1 Puertorriqueña

## Estadísticas generales del equipo

### Máximas goleadoras en torneo nacional
Se hace referencia al número total de goles marcados con el club en todos los torneos oficiales en que este participe:
| N.º                                        | Nac.                 | Nombre            | Posición      | Periodo     | Goles |
| ------------------------------------------ | -------------------- | ----------------- | ------------- | ----------- | ----- |
| 1.                                         | Bandera de Venezuela | Karla Torres      | Delantera     | 2017-2018   | 17    |
| 2.                                         | Bandera de Colombia  | Nancy Madrid      | Mediocampista | 2018 - 2023 | 8     |
| 3.                                         | Bandera de Colombia  | Jennifer Peñaloza | Delantera     | 2017-2018   | 7     |
| 4.                                         | Bandera de Colombia  | Loren Sanchez     | Mediocampista | 2022        | 7     |
| 5.                                         | Bandera de Colombia  | Yoreli Rincón     | Mediocampista | 2018        | 6     |
| 6.                                         | Bandera de Colombia  | Sara Vargas Marin | Mediocampista | 2022-2023   | 6     |
| 7.                                         | Bandera de Colombia  | Gavy Santos       | Defensa       | 2017-2019   | 5     |
| 8.                                         | Bandera de Colombia  | Ivonne Chacon     | Delantera     | 2019        | 5     |
| Última actualización: 9 de octubre de 2023 |                      |                   |               |             |       |

### Máximas goleadoras en torneos internacional
Se hace referencia al número total de goles marcados con el club en todos los torneos oficiales en que este participe:
| N.º                                          | Nac.                 | Nombre            | Posición      | Periodo     | Goles |
| -------------------------------------------- | -------------------- | ----------------- | ------------- | ----------- | ----- |
| 1.                                           | Bandera de Colombia  | Kenna Romero      | Delantera     | 2019        | 6     |
| 2.                                           | Bandera de Argentina | Eliana Stabile    | Defensa       | 2018        | 2     |
| 3.                                           | Bandera de Colombia  | Gavy Santos       | Defensa       | 2018        | 1     |
| 4.                                           | Bandera de Argentina | Fabiana Vallejos  | Mediocampista | 2018        | 1     |
| 5.                                           | Bandera de Argentina | Aldana Cometti    | Defensa       | 2018        | 1     |
| 6.                                           | Bandera de Venezuela | Jaylis Oliveros   | Mediocampista | 2018 - 2019 | 1     |
| 7.                                           | Bandera de Colombia  | Carolina Arbeláez | Mediocampista | 2019        | 1     |
| 8.                                           | Bandera de Colombia  | Yoreli Rincón     | Mediocampista | 2018        | 1     |
| 9.                                           | Bandera de Colombia  | Sindy Constante   | Mediocampista | 2019        | 1     |
| 10.                                          | Bandera de Colombia  | Ivonne Chacon     | Delantera     | 2019        | 1     |
| 11.                                          | Bandera de Argentina | Lucía Martelli    | Delantera     | 2018        | 1     |
| 12.                                          | Bandera de Colombia  | Jessica Peña      | Mediocampista | 2019        | 1     |
| Última actualización: 21 de octubre del 2019 |                      |                   |               |             |       |

### Jugadores con más partidos en Torneo Nacional
| Máximas Participaciones                     | Máximas Participaciones | Máximas Participaciones | Máximas Participaciones |
| N.º                                         | Futbolista              | Posición                | Partidos                |
| ------------------------------------------- | ----------------------- | ----------------------- | ----------------------- |
| 1                                           | Nancy Madrid            | Mediocampista           | 62                      |
| 2                                           | Gavy Santos             | Defensa                 | 35                      |
| 3                                           | Miley Arevalo           | Mediocampista           | 34                      |
| 4                                           | Daniela Caracas         | Mediocampista           | 32                      |
| 5                                           | Daniela Narvaez         | Mediocampista           | 31                      |
| 6                                           | Sara Vargas             | Mediocampista           | 31                      |
| 7.                                          | Karla Torres            | Delantera               | 29                      |
| 8.                                          | Laura Casamachin        | Delantera               | 29                      |
| Última actualización: 09 de octubre de 2023 |                         |                         |                         |

### Jugadores con más partidos Internacionales
Se hace referencia al número total de partidos disputados con el club en los torneos internacionales.
| Máximas Participaciones                      | Máximas Participaciones | Máximas Participaciones | Máximas Participaciones |
| N.º                                          | Futbolista              | Posición                | Partidos                |
| -------------------------------------------- | ----------------------- | ----------------------- | ----------------------- |
| 31.                                          | Carmen Rodallega        | Defensa                 | 9                       |
| 2.                                           | Daniela Caracas         | Defensa                 | 8                       |
| 3.                                           | Daniela Solera          | Portera                 | 5                       |
| 4.                                           | Gavy Santos             | Defensa                 | 5                       |
| 5.                                           | Aldana Cometti          | Defensa                 | 5                       |
| 6.                                           | Fabiana Vallejos        | Mediocampista           | 5                       |
| 7.                                           | Jaylis Oliveros         | Defensa                 | 5                       |
| Última actualización: 21 de octubre del 2019 |                         |                         |                         |

### Máximos goleadores por campeonato
- Goleadores por campeonato (Liga)

| Anotadores por campeonato                     | Anotadores por campeonato | Anotadores por campeonato | Anotadores por campeonato |
| Temporada                                     | Futbolista                | Goles                     |                           |
| --------------------------------------------- | ------------------------- | ------------------------- | ------------------------- |
| 2023                                          | Anlly Taborda Sara Paez   | 3                         |                           |
| 2022                                          | Loren Sanchez             | 7                         |                           |
| 2019                                          | Ivónne Chacon             | 5                         |                           |
| 2018                                          | Karla Torres              | 9                         |                           |
| 2017                                          | Karla Torres              | 8                         |                           |
| Última actualización: 31 de diciembre de 2022 |                           |                           |                           |

## Cronología del club
- 2016:Se funda Club Atlético Huila Femenino
- 2017:El 18 de febrero de 2017 jugó su primer partido oficial
- 2017:El 25 de marzo de 2017 convierte el primer Gol Olímpico de la Liga Profesional Femenina de Fútbol con anotación de Carolina Pineda.
- 2017:El 7 de mayo de 2017 se clasifica a cuarto de final como 2ª mejor tercero.
- 2017:El 27 de mayo de 2017 se clasifica a semifinales.
- 2017:El 15 de junio de 2017 se clasifica a la gran Final.
- 2017:El 24 de junio de 2017 se coronan como Subcampeonas.
- 2018:El 31 de mayo de 2018 se coronan como Campeonas.
- 2018:El 25 de noviembre de 2018 se clasifica a semifinal de la Copa Libertadores Femenina.
- 2018:El 29 de noviembre de 2018 se clasifica a la Gran final de la Copa Libertadores Femenina.
- 2018:El 2 de diciembre de 2018 se corona campeona de la Copa Libertadores Femenina.
- 2019:Juega su segunda Copa Libertadores Femenina.

## Jugadoras

### Plantel actual
Las 24 jugadoras permitidas por la Dimayor que actuaron en la temporada 2022.
- Los equipos colombianos están limitados a tener en la plantilla un máximo de cuatro jugadores extranjeros. La lista incluye solo la principal nacionalidad de cada jugador.

- Inhabilitado
- Jugadoras que no estará en la próxima(s) fecha(s) por acumulacion de tarjetas o expulsión.
- Posible nómina titular que enfrente:
- Jugadora a servicio de la Selección Colombia Femenina.
- Jugadora a servicio de la selección de Venezuela.

## Organigrama deportivo

### Dirección técnica actual
Cuerpo técnico del Atlético Huila en la temporada 2022
| Dirección técnica actual | Dirección técnica actual | Dirección técnica actual | Dirección técnica actual |
| ------------------------ | ------------------------ | ------------------------ | ------------------------ |
| Delegado de Campo:       | Alexander Bahamon        | Presidente:              | Juan Carlos Patarroyo    |
| Entrenador:              | Douglas Calderón         | Asistente Técnico:       | Javier Buitrago          |
| Preparador Físico:       | John Gongora             | Entrenador de Arqueras:  | Javier Buitrago          |
| Médico:                  | Daniel Alexander Medina  | Kinesiólogo:             | Crsitian Camilo Bustos   |
| Utilero:                 | Fabian Paque             | Jefe de Prensa:          | Vanessa Díaz Piedrahita  |

## Entrenadores de Atlético Huila Femenino
El primer técnico del Atlético Huila Femenino fue Carlos Villareal, estratega del fútbol femenino reconocido en el departamento de Huila.
El primer campeonato del Fútbol Profesional Femenino en Colombia para Carlos Villareal con Atlético Huila fue sobresaliente. Logró conformar un grupo de jugadoras con una dinámica explosiva bajo el liderazgo de su delantera Karla Torres, quien terminó siendo la goleadora del equipo.
Para el 2018. Esta vez el cuerpo técnico del profesor Virgilio Puerto trae como refuerzos a las jugadoras de talla nacional e internacional: Yoreli Rincón, Íngrid Vidal, Carmen Rodallega, Jorelyn Carabalí, Nelly Córdoba, Darnelly Quintero y las argentinas Aldana Cometti y Fabiana Vallejos.
Tras terminar el campeonato como campeonas de la Liga Profesional Femenina, se anuncia la llegada del venezolano Omar Ramírez para dirigir al equipo auriverde en el partidos contra Atlético de Madrid y la Copa Libertadores Femenina.

### Lista de todos los tiempos
- Estadísticas hasta 14 de febrero de 2020.

| DT               | País                 | Desde                 | Hasta                 | Partidos | Partidos | Partidos | Partidos |
| Dirigidos        | Ganados              | Empatados             | Perdidos              |          |          |          |          |
| ---------------- | -------------------- | --------------------- | --------------------- | -------- | -------- | -------- | -------- |
| Carlos Villareal | Bandera de Colombia  | 26 de mayo de 2016    | 30 de marzo de 2017   | 5        | 2        | 1        | 2        |
| Douglas Calderón | Bandera de Colombia  | 31 de marzo de 2017   | 10 de julio de 2017   | 11       | 5        | 1        | 5        |
| Virgilio Puerto  | Bandera de Colombia  | 19 de julio de 2017   | 1 de junio de 2018    | 16       | 13       | 1        | 2        |
| Omar Ramírez     | Bandera de Venezuela | 2 de junio de 2018    | 16 de octubre de 2018 | 1        | 0        | 0        | 1        |
| Albeiro Erazo    | Bandera de Colombia  | 16 de octubre de 2018 | 1 de febrero de 2020  | 19       | 11       | 5        | 3        |
| Douglas Calderón | Bandera de Colombia  | 21 de enero de 2022   | 9 de mayo de 2022     | 16       | 4        | 4        | 8        |
| Douglas Calderón | Bandera de Colombia  | 20 de enero de 2023   | 30 de junio de 2023   | 16       | 5        | 5        | 6        |

## Presidentes
| Periodo                 | Periodo                | Presidente                   |
| Inicio                  | Final                  | Presidente                   |
| ----------------------- | ---------------------- | ---------------------------- |
| 1 de octubre de 2016    | 4 de noviembre de 2019 | Diego Fernando Perdomo Rojas |
| 18 de diciembre de 2019 | 18 de febrero de 2021  | Jorge Perdomo                |
| 19 de febrero de 2021   | 31 de marzo de 2023    | Juan Carlos Patarroyo        |

## Palmarés

### Torneos nacionales oficiales (1)
| Competición Nacional            | Títulos | Subcampeonatos |
| ------------------------------- | ------- | -------------- |
| Liga Profesional Femenina (1/1) | 2018    | 2017           |

### Torneos internacionales oficiales (1)
| Competición Internacional        | Títulos | Subcampeonatos |
| -------------------------------- | ------- | -------------- |
| Copa Libertadores Femenina (1/0) | 2018    |                |

### Torneos amistosos (4)
| Competición Amistosas                                              | Títulos | Subcampeonatos |
| ------------------------------------------------------------------ | ------- | -------------- |
| Octagonal homenaje al Club Deportivo Atlético Huila Femenino (1/0) | 2019    |                |
| Cuadrangular amistosos de Bogotá(1/0)                              | 2018    |                |
| Cuadrangular juega en el Choco (1/0)                               | 2017    |                |
| Copa Llanera (1/0)                                                 | 2017    |                |

## Redes Sociales
- Facebook: https://www.facebook.com/AHuilaFemenino/
- Twitter: https://twitter.com/ahuilafemenino?lang=es
- Instagram: https://www.instagram.com/ahuilafemenino/

## Clubes afiliados
- Notas:
  - Los equipos son propiedad de la Sociedad Farlay S.A., también conocido como el Grupo Independiente, al igual que el Atletico Huila.[12][13]

### Copropiedad
| Masculino                    | Masculino       | Femenino                | Femenino        |
| ---------------------------- | --------------- | ----------------------- | --------------- |
| Atlético Huila 95%           | (2023-presente) | Atlético Huila Femenino | (2023-presente) |
| Independiente del Valle 100% | (2005-presente) | Independiente Dragonas  | (2022-presente) |
| Independiente Juniors 100%   | (2007-presente) |                         |                 |
| CD Numancia 49.9%            | (2020-presente) |                         |                 |